# Metàfora conceptual
En lingüística cognitiva, una metàfora conceptual o metàfora cognitiva es refereix a la comprensió d'una idea, o un domini conceptual, en termes d'un altre, per exemple, comprensió en quantitat en termes de direccionalitat (com a "els preus estan pujant"). Un domini conceptual pot ser una organització coherent de l'experiència humana. La regularitat amb què diferents idiomes fan servir les mateixes metàfores, que sovint apareixen basades perceptualment, ha portat a la hipòtesi que l'assignació entre dominis conceptuals correspon a assignacions dels nervis del cervell.
Aquesta idea, i un examen detallat dels processos subjacents, va ser primerament explorada per George Lakoff i Mark Johnson en el seu treball Metaphors We Live By. Altres científics cognitius estudien temes similars a la metàfora conceptual sota analogia i barreja conceptual.
Les metàfores conceptuals apareixen en el llenguatge de la vida quotidiana. Les metàfores conceptuals no sols es mostren en la nostra comunicació, sinó també en la manera de pensar i actuar. En el treball de George Lakoff i Mark Johnson, Metaphores We Live By (1980), es veu com cada dia el llenguatge és ple de metàfores que potser no sempre es poden notar. Un exemple d'una de les metàfores conceptuals d'ús comú és l'argument de la guerra. Aquesta metàfora dona forma al nostre llenguatge en una manera que mostra l'argument com una guerra o batalla que ha de ser guanyada. No és comú escoltar a algú dir: "Ell va guanyar un argument" o "Vaig atacar cada punt feble del seu argument". Els arguments poden ser vistos de moltes altres formes que batalles, però es fa servir aquest concepte per a donar forma a la manera com pensem d'un argument i la forma en què intentem discutir.
Les metàfores conceptuals són utilitzades molt sovint per a entendre teories i models. Una metàfora conceptual utilitza una idea i la vincula a una altra per entendre-la millor. Per exemple, la metàfora conceptual de veure la comunicació com un conducte és una teoria general explicada amb una metàfora. Així que no sols és la nostra forma de comunicació pel llenguatge de metàfores conceptuals, sinó també és la manera com entenem teories acadèmiques. Aquestes metàfores són freqüents en comunicació i no sols les utilitzem en el llenguatge, de fet percebem i actuem d'acord amb les metàfores.